# Sinclair C5
Sinclair C5 — гибрид веломобиля с электромобилем, трицикл-рикамбент на одного пассажира, выпущенный в 1985 году Клайвом Синклером. Позиционировался как новое революционное экологичное средство передвижения, притом сверхдешёвое: в рекламе заявлялось, что C5 способен проехать «5 миль за пенни». Мог двигаться как за счёт педалей, так и за счёт свинцового аккумулятора, позволявшего проехать до 20 миль (32 км). Начальная цена составляла £399.
Всего было произведено 14 тысяч единиц, из которых продано лишь 5 тысяч, после чего фирма Sinclair Vehicles перешла под внешнее управление. C5 стал «одной из величайших маркетинговых бомб в послевоенной Британии» и «грандиознейшим … примером провала».
Однако, несмотря на коммерческую неудачу, со временем C5 приобрёл культовый статус. Нераспроданные экземпляры впоследствии продавались по завышенным ценам, достигая £6000 за штуку. Энтузиасты объединялись в клубы, модифицировали машины, ставя на них увеличенные колёса, более мощные электродвигатели и батареи, и даже реактивные двигатели, позволявшие достигать 240 км/ч.